# إليزابيث بارتون
الأخت اليزابيث بارتون (1506 - 20 أبريل 1534)، والمعروفة باسم «نون كينت»، و«خادمة لندن المقدسة»، و«خادمة كينت المقدسة» و«خادمة كينت المجنونة» لاحقًا، كانت راهبة كاثوليكية إنجليزية. تم إعدامها كنتيجة لنبوءاتها ضد زواج الملك هنري الثامن ملك إنجلترا إلى آن بولين.